# Jevhen Čeberjačko
Jevhen Oleksandrovyč Čeberjačko (in ucraino Євген Олександрович Чеберячко?, in russo Евгений Александрович Чеберячко?, Evgenij Aleksandrovič Čeberjačko; Kiev, 19 giugno 1983) è un ex calciatore ucraino di ruolo difensore.

## Carriera

### Club
Dopo aver giocato con varie squadre di club, nel 2009 si trasferisce al Dnipro Dnipropetrovs'k.

### Nazionale
Debutta con la Nazionale ucraina nel 2010.